# Золотарьова Ольга Владиславівна
Ольга Владиславівна Золотарьова (нар. 27 грудня 1994, Харків, Україна) — українська спортсменка, що виступає в синхронному плаванні. Дворазова бронзова призерка чемпіонатів світу з водних видів спорту (2013). Дворазова чемпіонка та призерка чемпіонатів Європи з водних видів спорту.

## Виступи на Олімпіадах
| Олімпіада | Дисципліна | Місце |
| --------- | ---------- | ----- |
| Ріо 2016  | групи      | 4     |